# Albert Gérard
Pour les articles homonymes, voir Gérard.
Alexandre-Lucien-Albert Gérard, né le 26 avril 1861 à Château-Regnault (Ardennes) et mort le 31 janvier 1943, est un maître de forges et un homme politique français.

## Mandats
- Administrateur de la Grosse Boutique
- Président du conseil d'arrondissement de Mézières : 1886-
- Conseiller général des Ardennes
- Vice-président du Conseil général des Ardennes
- Sénateur des Ardennes : 1903-1930

## Source
- « Albert Gérard », dans le Dictionnaire des parlementaires français (1889-1940), sous la direction de Jean Jolly, PUF, 1960 [détail de l’édition]